# Dólar das Ilhas Cook
 O dólar das Ilhas Cook é a moeda das Ilhas Cook. O dólar é subdividido em 100 cêntimos, embora algumas moedas de 50 cêntimos carreguem a denominação como "50 tene".
Até 1967, a libra da Nova Zelândia foi usada nas Ilhas Cook, quando foi substituída pelo dólar da Nova Zelândia. Em 1972, as moedas foram emitidas especificamente para as Ilhas Cook, com as notas aparecendo em 1987. O dólar das Ilhas Cook está atrelado ao dólar neozelandês e ambas as moedas circulam dentro das Ilhas Cook.
Moedas foram acertadas em diferentes ocasiões, principalmente pela Royal Australian Mint, Franklin Mint e Perth Mint, com o papel-moeda sendo impresso pela De La Rue.

## Moedas

No sentido horário a partir do topo: $ 5, $ 1,5 ¢, 10 ¢, $ 2

Um grande número de moedas colecionáveis não circulantes comemorativas também são emitidas pelas Ilhas Cook, apresentando uma variedade quase infinita de temas, já que o governo tem um contrato no qual um desenho de moeda pode ser comissionado e cunhado com o nome "Ilhas Cook" e unidades de dólar para uma taxa, tornando a cunhagem um recurso para receita extra. Devido a esquemas de troca envolvendo grandes estoques de moedas comemorativas não circulantes, as mintages são regulamentadas e não são reconhecidas ou aceitas como moeda legal dentro das Ilhas Cook.